# فیتری روزدیانا
فیتری روزدیانا (انگلیسی: Fitri Rosdiana؛ زادهٔ ۲۶ مارس ۱۹۹۳) بازیکن فوتبال اهل اندونزی است.
وی همچنین در تیم‌های ملی فوتبال تیم ملی فوتسال اندونزی و زنان اندونزی بازی کرده‌است.